# جاك مارتن (لاعب هوكي جليد)
جاك مارتن هو لاعب هوكي جليد كندي، ولد في 29 نوفمبر 1940 في سانت كاثرينز في كندا.

## وصلات خارجية
- جاك مارتن على موقع دوري الهوكي الوطني (الإنجليزية)
- جاك مارتن على موقع قاعة مشاهير الهوكي (لاعب أن.إتش.أل) (الإنجليزية)
- جاك مارتن على موقع EliteProspects.com (الإنجليزية)
- جاك مارتن على موقع HockeyDB.com (الإنجليزية)
- جاك مارتن على موقع Hockey-Reference.com (الإنجليزية)